# اس‌ام او-۱۱۰
اس‌ام یو-۱۱۰ (به انگلیسی: SM U-110) یک زیردریایی بود که طول آن ۷۰٫۶۰ متر (۲۳۱٫۶ فوت) بود. این زیردریایی در سال ۱۹۱۷ ساخته شد.